# Wadebridge
Wadebridge (Ponsrys em córnico) é uma cidade da Cornualha, com 6.351 habitantes.